# Simhopp

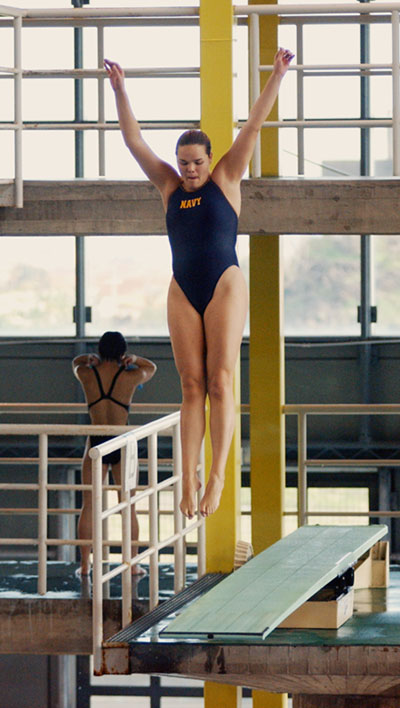
Simhopp från svikt

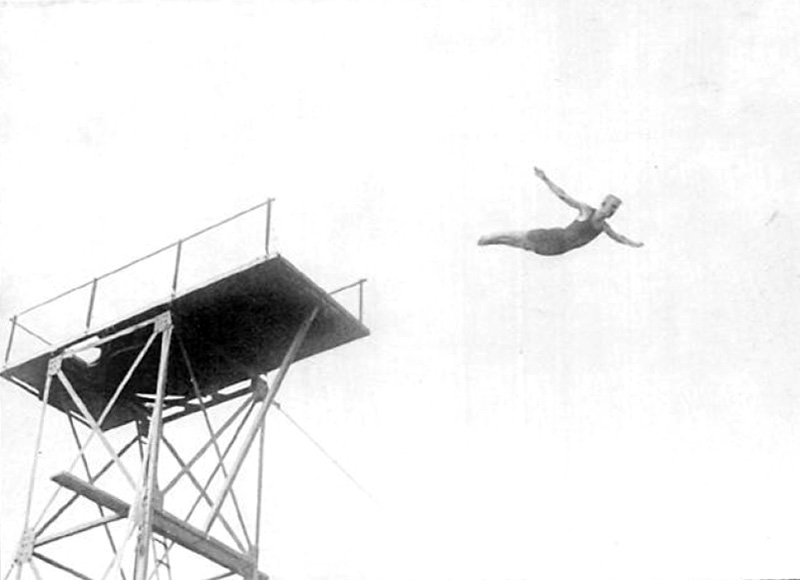
Arvid Spångberg vid Olympiska sommarspelen 1908.

Simhopp är en gren inom simning där utövaren hoppar från en viss höjd, utför olika rörelser i luften och landar i vatten. Simhopp delas upp i svikthopp och höga hopp. I svikthopp sker hoppet från en svikt och i höga hopp från plattformskanten.

## Träning
Simhopp är en sport som kräver precision och starka magmuskler för att hopparen ska kunna prestera bra. Förutom bassängträning utövas markträning, då gymnastikredskap som exempelvis ribbstolar, studsmattor och tjockmadrasser används.

## Tävling
I tävlingssammanhang förekommer enmetershopp, tremetershopp och höga hopp (upp till 27 meters höjd). Antingen tävlar man individuellt, eller som par i så kallad synchro (även kallat parhoppning). Simhopp har varit OS-gren sedan olympiska sommarspelen 1904 i Saint Louis i USA. Tävlingar kan ske både i simhallar och utomhus.

### Bedömning
Simhopp är en bedömningssport. Varje hopp har en viss svårighetsgrad. Vid tävling bedömer flera domare utförandet av hoppet på en hel- och halvpoängsskala från 0.0 till 10.0, där 10 avser ett perfekt utfört hopp. För att minimera risken för stor variation mellan domarpoäng stryks den lägsta och högsta domarpoängen. Om man gör fel hopp eller gör dubbelstuds får man 0.0 poäng. Gör man omstart så får man 2 poängs avdrag. Övriga domarpoäng summeras och multipliceras med svårighetsgraden till en poängsumma. Hopparna utför det antal förutbestämda hopp som ingår i tävlingsserien och poängsumman för varje hopp adderas till en totalpoäng. Den som vid avslutad tävling har högst totalpoäng vinner.
Vid synchro ser bedömningen något annorlunda ut. Då är det fler domare och domarna delas in i olika grupper, som dels bedömer hoppens utförande från två olika vinklar och dels bedömer själva synkroniseringen.

## Hoppstilar
- 100 Framåt
- 200 Bakåt
- 300 Isander/mollbergare (ansiktet mot bassängen, rotation bakåt)
- 400 Tyska (ryggen mot bassängen, rotation framåt)
- 5000 Skruvhopp
- 600 Handstående (hopp från plattformen på händerna)
- A rak stil
- B Pik (benen raka, böjd i höften)
- C Grupperad (benen böjda både i höft- och knäleder)
- D valfri stilart

### Exempel
5211: huvudhopp bakåt i halv skruv.
5= skruvhopp
2= huvudhopp bakåt
1= antal halva volter
1= antal halva skruvar

## Simhopp i Sverige
Historiskt sett har Sverige haft flera framstående simhoppare. Sveriges första kvinnliga OS-guldmedaljör var Greta Johansson 1912 i Stockholm. Under 1970-talet hade Sverige en världsstjärna på damsidan vid namn Ulrika Knape. Sedan 1996 har Anna Lindberg, dotter till Ulrika Knape och Mathz Lindberg, dominerat svenskt simhopp på damsidan. Anna Lindberg har vunnit flera EM-guld på både enmeters- och tremeterssvikten. Lindberg avslutade sin karriär 2012.